# Alex longipecten
Alex longipecten là một loài bướm đêm trong họ Geometridae.